# Arkoola elongata
Arkoola elongata är en stekelart som beskrevs av Belokobylskij, Iqbal och Austin 2004. Arkoola elongata ingår i släktet Arkoola och familjen bracksteklar. Inga underarter finns listade.